# Sonetni venec pri Slovencih
Sonetne vence so poleg Franceta Prešerna pisali naslednji slovenski avtorji:

## Slovenski avtorji sonetnih vencev
- Anton Umek - Okiški: Pozdrav zvezdi na morji ter Domovini
- Josip Stritar: Slovo
- Janez Menart: Ovenela krizantema
- Kajetan Kovič: Sibirski ciklus
- Tone Pavček: Soneti za sina, Soneti za Marto
- Ciril Zlobec: Ljubezen dvoedina, Zaliv
- Veno Taufer: Rotitve, Žalostni del veselega venca
- France Balantič: Venec
- Boris A. Novak
- Vuk Ćosić s pomočjo UI: Nacija – Kultura: Delo (2022)

## Sonetni venci sonetnih vencev
- Srečko Lampret: Slovenski narod (2020)
- Janko Moder: Sla spomina (1994)
- Valentin Cundrič: Na gori spremenjenje: Dva velika sonetna venca (1987, 1993)
- Mitja Šarabon: Sonetni venec sonetnih vencev (1971)

## France Balantič: Venec (1940)
Balantič se je pisanja sonetnega venca učil predvsem pri Prešernu, ampak ga vseeno ni posnemal, ampak je zasnoval lasten način pisanja. Vrh pri njemu tvorita sedmi in osmi sonet, v njegovem vencu pa se prepletajo naslednje teme: smrt, narava in Bog. Zgradba in vsebina sta v sonetih povezani simetrično, in sicer prvi sonet govori o obupu pred smrtjo štirinajsti pa o ljubezenski pomirjenosti in podobno v ostalih dvojicah sonetov. Iz te povezanosti med soneti lahko sklepamo na dovršeno kompozicijo Balantičevega Venca.